# Dinokaryota
A Dinokaryota a páncélos ostorosok fő csoportja. Minden olyan fajt tartalmaz, ahol a sejtmag dinokarion marad az egész sejtciklus során, ahol általában a haploid állapot jelentős. Minden „tipikus” páncélos ostoros (például a Peridinium, Gymnodinium) ide tartozik. Más fajok különlegesebbek: egyes fajok kolóniát képeznek, amőboidok vagy paraziták. A Symbiodiniumba tartoznak a szimbionta „zooxanthellák”.
Nem fotoszintetikus fajai feltehetően fotoszintetikus ősökből származnak.

## Történet
A Dinokaryotát Thomas Cavalier-Smith hozta létre 1993-ban a Peridinea és a Bilidinea osztályokkal. 2013-ban Bachvaroff et al. javasolták a név elhagyását, mivel kérdéses volt a dinokarion szünapomorfiája. 2017-ben ide sorolta a ma a Gymnodiniaceaevel egyesült Akashiwidaet, a hiposzómánál nagyobb episzómájú Epidiniát, a peridinin helyett 19-hexanoilfukoxantint tartalmazó, Haptophytina-eredetű plasztiszú Karlodiniát, a Sulcodineát és a Gyrodinidát is.
2010-ben ide sorolta Gómez, Moreira és López-García a Noctilucalest.
2013-ban az élő Posoniella tricarinelloidest morfológiai és molekuláris alapon is leírták. 2024-ben az Oxytoxaceae a Peridinialesből a Prorocentralesbe került át, a korábban Amphidinium crassum nevű faj új neve Oxytoxum lohmannii lett.

## Morfológia
Gyakran morfológia alapján bontják héjas és héj nélküli csoportokra. Sejtmagja általában dinokarion, kromoszómái interfázis során együtt maradnak, és nincsenek az eukariótákra általában jellemző hisztonjai vagy centriólumai, ehelyett páncélosostoros-vírus-nukleoproteinek tömörítik a kromatint. A Kryptoperidiniaceae kovamoszatokból származó kloroplasztiszokkal és szemfolttá alakult peridinin-kloroplasztisszal rendelkezik. Egyes „héjas” taxonjai rendelkeznek héj nélküli fajokkal is. DNS-e az együtt maradó kromoszómák miatt íves fonalakat alkot. Magja körül magháló van.

## Életmód
Legtöbb faja szabadon élő vagy szimbionta (például Symbiodinium) egysejtű, de a korábbi Blastodiniales fajai állat-, a Tintinnophagus és a Duboscquodinium fajai csillósparaziták. Osztódással, rajzósejtekkel vagy spórákkal szaporodik. Mitózisa zárt (dinomitózis).

## Csoportosítás
Többek közt morfológia alapján csoportosítják, megkülönböztetnek héjas és héj nélküli fajokat, azonban helyenként e csoportosítás mesterséges, mivel egyes héjas csoportok közé sorolt fajok héj nélküliek.

### Héjas fajok
A héjas fajokat 4 csoportba sorolják a páncéllemezek elrendezése alapján:
- Dinophysales: például Dinophysis: Cingulum, sulcus, a sejt teljes hosszán végighaladó szagittális varrat és egy ostorpórus jellemzi.[8]
- Gonyaulacales: például Ceratium, Gonyaulax. Általában héjlemezes alveolusai vannak 5–6 változó szélességű sorral és jelentős elülső és hátulsó aszimmetriával.[8]
- Peridiniales: például Peridinium. Alveolusai héjlemezesek, 6 hosszanti tengelyre merőleges csoportjuk van, melyek elöl és hátul is jelentős szimmetriát mutatnak.[8]
- Prorocentrales: például Prorocentrum. Ostorai apikális helyzetűek, egy hullámos ostora más páncélos ostorosok transzverzális ostorával homológ, a másik ostor nem hullámos.[8]

A Peridiniales valószínűleg a többihez képest parafiletikus, és rRNS-fákon a héj nélküli fajokkal szerepel együtt. A többi csoport valószínűleg monofiletikus, a Dinophysiales és a Prorocentrales közeli rokonok, közös tulajdonságuk a héjat elválasztó szagittális varrat, azonban rRNS-fákon a Prorocentrales felbontva szerepel.

### Héj nélküli fajok
A héj nélküli páncélosostoros-csoportok mesterségesek, többségük polifiletikus, akárcsak sok nemzetség, például a Gymnodinium és az Amphidinium. Azonban egy részük, például a Suessiales megközelítőleg monofiletikus lehet, más részük filogenetikailag nem tanulmányozott.
- Gymnodiniales: például Gymnodinium, Amphidinium. A Gymnodiniumot kerek, az óramutató járásával ellentétes apikális komplex jellemzi, az Amphidiniumot kis szabálytalan háromszög vagy félhold alakú balra törő episzóma, ez utóbbi nem rendelkezik apikális komplexszel.[8] 5 csoportra bomlik egy 2012-es rendszertani cikkben, ezek az Amphidinium, a Gyrodinium, a Kareniaceae és a Gymnodinium s. s.[13]
- Ptychodiscales: például Achradina. A mozgó állapot fala nagy részét vastag pellikula tölti ki, alveolusai, ha láthatók, nem rendelkeznek héjlemezzel, így nem sorozatosan helyezkednek el héja részei.
- Suessiales: például Symbiodinium. Alveolusai könnyű héjlemezeket tartalmaznak apikális keskenylemez-sorral, C-típusú, plasztiszon kívüli, nem membránkötött pigmentgömbökkel rendelkező szemfoltja van.[8]
- Desmocapsales: például Desmocapsa. Kis nyálkás pelyheket alkothat sok barna, egy egypirenoidos plasztiszt, szemfoltot és keményítőt tartalmazó sejtekből. Nem mozgó állapotban történő osztódással vagy két apikális ostorral rendelkező rajzósejtekkel szaporodhat.[11]
- Phytodiniales (+ Dinococcales, Dinotrichales): például Dinamoeba, Pfiesteria
- Thoracosphaerales: például Thoracosphaera. Korábban csak egy faját ismerték, a Thoracosphaera heimiit. Cisztaállapotban meszesedik, és „kalciszférákat” alkot.[14] Korábban a Thoracosphaeraceae kládot a Peridinialesbe sorolták.[15] Monofiletikus csoportot alkot a Calciodinelloideaevel,[15] egyesek a Thoracosphaeraceaet a Peridinialesbe helyezik.[6]

### Blastodiniales
Vannak parazita csoportjai is, ezt a Blastodinialesben egyesítette Chatton, ez többé nem használatos. Trofikus állapota nem rendelkezik dinokarionnal, így sorolják a Blastodiniphyceae csoportba is, de részben vagy egészben a Dinophyceae csoporton belül alakult ki.
A Blastodinium a Peridinialesen belül a Thoracosphaeraceae része.

## Fosszíliák
Héjas tagjai közül a Gonyaulacales legkésőbb a felső triászban, a Peridiniales legkésőbb a kora jurában alakult ki. A Thoracosphaeraceae meszesül, egyes rokonai nem.
A Dinophysalesnek egy lehetséges fosszíliája van, ezenkívül csak jelenkori változataiban fordul elő, és vannak Ptychodiscales-fosszíliák is.

## Genetika
DNS-e viszonylag nagy – míg egy Hematodinium-faj magja 4,5, az Oxyrrhis marina magja 55,8 pg DNS-t tartalmaz, egyes fajok magi genomja 245 Gbp hosszú – vagyis több mint 200 pg – is lehet. A legtöbb eukarióta által tartalmazott hisztonokat bennük a DVNP váltotta fel. 20–300 fonalas kromoszómája van.
Mivel az Oxyrrhis marina a Dinokaryota és a többi páncélos ostoros közti átmeneti állapot, a sejtmag-újramodellezés feltehetően az Oxyrrhis marina megjelenése előtt korán megjelent.
Mitokondriális genomjuk jelentősen redukált, emellett jelentős mRNS-szerkesztés, egycisztronos tandem csoport-mRNS-expresszió és transz-splicing jellemzi.

## Filogenetika
A Dinokaryota a páncélos ostorosok koronacsoportja, testvércsoportja a Syndiniales sensu stricto.

## Fordítás
Ez a szócikk részben vagy egészben  a   Dinokaryota című angol Wikipédia-szócikk ezen változatának fordításán alapul.  Az eredeti cikk szerkesztőit annak laptörténete sorolja fel. Ez a jelzés csupán a megfogalmazás eredetét és a szerzői jogokat jelzi, nem szolgál a cikkben szereplő információk forrásmegjelöléseként.